# دهستان هرازپی شمالی
دهستان هزارپی شمالی، از توابع بخش سرخ‌رود شهرستان محمودآباد در استان مازندران ایران. است

## جمعیت
براساس سرشماری سال ۱۳۸۵جمعیت آن ۲۰۳۴۳ نفر (۴۴۴۵ خانوار) بوده‌ است.